# 德里克·科尼利厄斯
德里克·奧斯汀·科尼利厄斯（英語：Derek Austin Cornelius；發音：/ˈdɛɹɛk ˈɑstən kʰɔ˞ˈnilĭəs/；1997年11月25日—）是一名加拿大足球員，在場上司職後衛。現効力法甲球隊马赛奥林匹克。

## 生平

### 俱樂部生涯
2021年7月，溫哥華白浪將科尼利厄斯租借到希臘足球超級聯賽球隊帕納托利克斯，直到2022年12月為止。

### 國家隊生涯
科尼利厄斯在2013年2月第一次入選加拿大U-17集訓營，次年1月又入選加拿大U-23集訓營。2018年5月，科尼利厄斯入選加拿大U-21國青隊，出戰當年的土倫錦標賽。他在錦標賽上的表現獲得了加國媒體的好評。
2018年3月，科尼利厄斯首次入選加拿大男足，參加對陣新西蘭男足的友誼賽，但並未上陣。2018年9月，科尼利厄斯迎來大國家隊首秀，在挑戰美屬維爾京群島的中北美洲及加勒比海國家聯賽小組賽中首發上陣並完成90分鐘比賽。該場比賽加拿大以8-0狂勝美屬維爾京群島。
2019年5月，科尼利厄斯入選加拿大男足出戰中北美金盃的大名單。
2021年3月，科尼利厄斯入選加拿大國奧男足，出戰當年的奧預賽